# 短髮夾狀RNA

shRNA在動物細胞中的抑制機制

短髮夾狀RNA（英語：short hairpin RNA，缩写為）是一種如髮夾彎外觀結構的RNA序列，可以經由RNA干擾（RNAi）使基因表現沉默化。shRNA可利用載體導入細胞當中，並藉由U6啟動子來確保shRNA的表現。另外，shRNA可經由切割轉變成為小干擾RNA（siRNA）。
應用上，有效的shRNA很可能成為一種強效性藥物，能針對HBsAg誘發之人類B型肝炎病毒進行治療。shRNA能同時抑制多種基因或對同一基因的不同位點進行抑制，亦可用於克服病毒基因突變所造成的治療失效。

## 外部連結
- What is shRNA and how do you use it?（英文）